# Allocosa veracruzana
Allocosa veracruzana är en spindelart som först beskrevs av Willis J. Gertsch och Davis 1940.  Allocosa veracruzana ingår i släktet Allocosa och familjen vargspindlar. Inga underarter finns listade i Catalogue of Life.